# Grupo Financiero Galicia
Grupo Financiero Galicia S.A. ist eine argentinische Holdinggesellschaft mit Sitz in Buenos Aires, Argentinien.
Grupo Financiero Galicia S.A. (Grupo Financiero Galicia) ist eine Holdinggesellschaft für Finanzdienstleistungen. Zu den Segmenten des Unternehmens gehören Banken, regionale Kreditkarten, Versicherungen und andere Geschäftsbereiche der Grupo Galicia. Banco de Galicia y Buenos Aires S.A. (Banco Galicia) ist eine Tochtergesellschaft des Unternehmens. Das Bankgeschäft repräsentiert die Banco Galicia zusammen mit der Banco Galicia Uruguay S.A. (Galicia Uruguay). Sie betreibt das regionale Kreditkartensegment über Tarjetas Regionales S.A. und ihre Tochtergesellschaften. Das Unternehmen betreibt das Versicherungssegment über die Sudamericana Holding S.A. und ihre Tochtergesellschaften. Weitere Bereiche sind Galicia Warrants S.A., Galicia Administradora de Fondos S.A., Sociedad Gerente de Fondos Comunes de Inversion und Net Investment S.A.
Das Unternehmen ist an der Bolsa de Comercio de Buenos Aires (Börse von Buenos Aires) notiert und Teil des Aktienindexes MERVAL, des wichtigsten Börsenindikators in Argentinien.

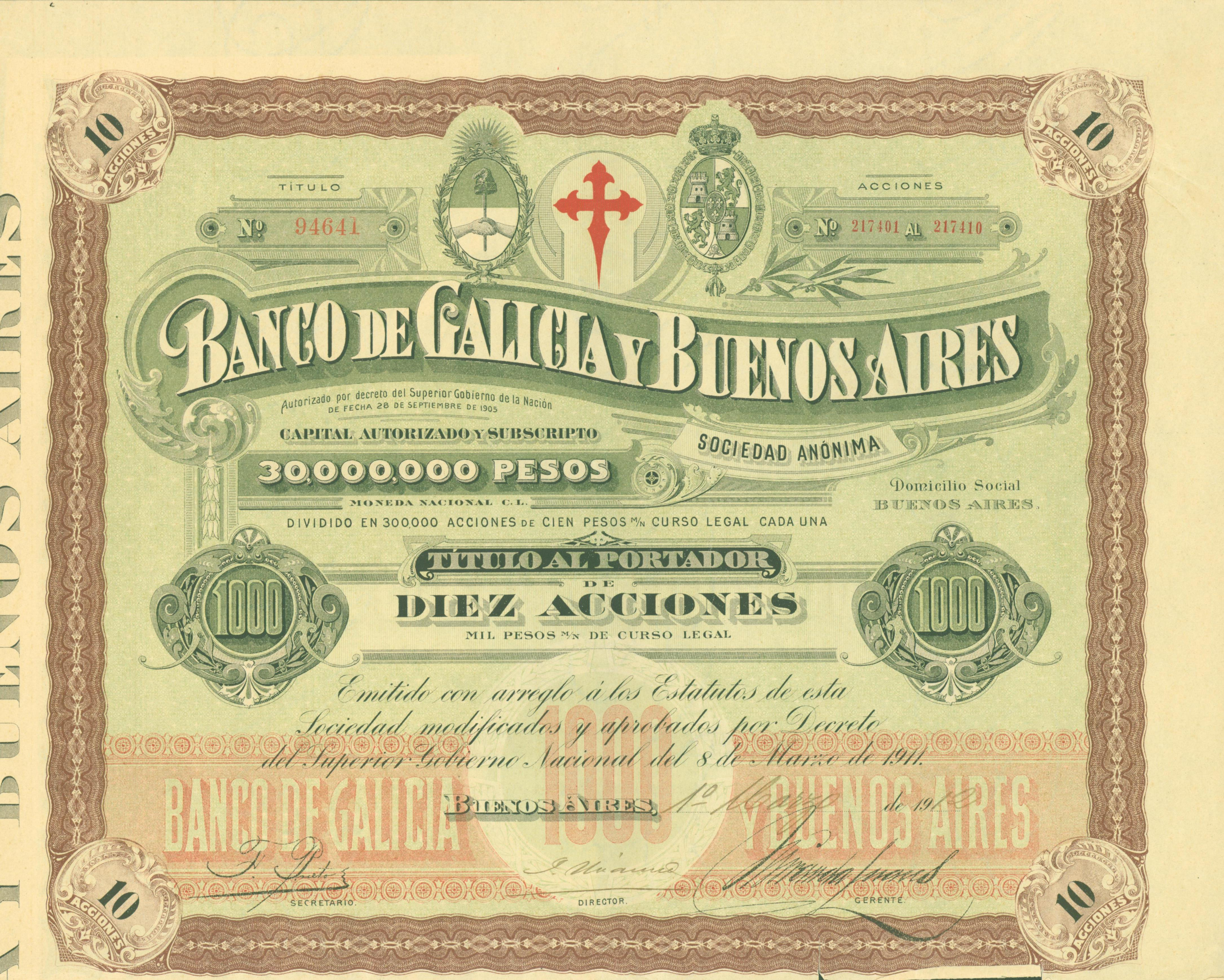
Aktie der Banco de Galicia y Buenos Aires vom 8. März 1911

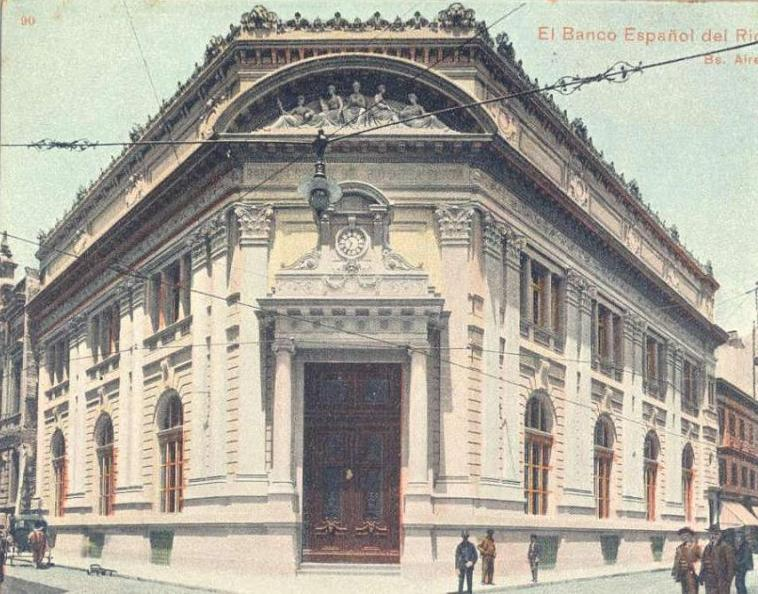
Früheres Hauptquartier Banco Español del Río de la Plata

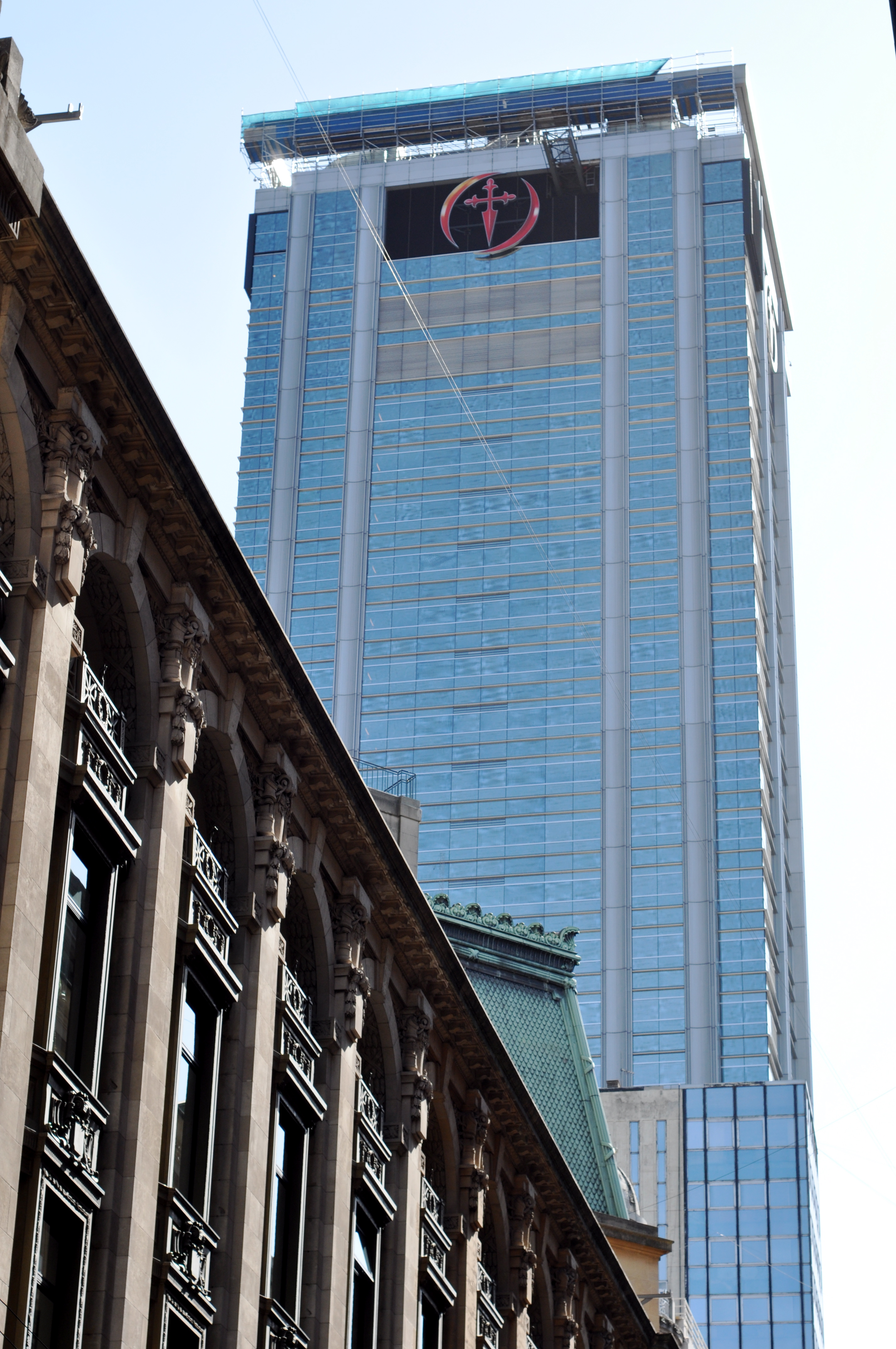
Zentrale Grupo Financiero Galicia Buenos Aires

## Geschichte
Die Banco de Galicia y Buenos Aires wurde 1905 in Buenos Aires von einem Konsortium unter der Leitung von Manuel Escasany gegründet. Es handelte sich dabei um Einwanderer aus Spanien nach Argentinien, insbesondere von Geschäftsleuten aus Galicien, der Region Spaniens im Nordwesten der Iberischen Halbinsel.
Das erste Aktienangebot brachte 3.295 Aktionäre ein. Bis Ende des Jahres 1905 waren rund 4 Millionen ARS auf mehr als 2.500 Konten eingezahlt worden. Die Aktien der Bank wurden erstmals 1907 an der Bolsa de Comercio de Buenos Aires notiert. Bald gab es drei Filialen in Buenos Aires, und 1910 wurde in Montevideo, Uruguay, ein Bankbüro gegründet.
1921 begann die Bank, Sparkonten anzubieten. Wie andere argentinische Finanzinstitute erlebte die Banco de Galicia y Buenos Aires während der Depression der 1930er Jahre eine düstere Zeit, aber in den 1940er Jahren einen Boom, als sich der größte Teil der Welt außerhalb Südamerikas im Krieg befand.
1960 kamen als Hauptaktionäre die Familien Braun und Ayerza zu den Escasanys hinzu. Die Banco de Galicia wurde 1965 zur größten inländischen Privatbank in Argentinien. 1984 eröffnet die Bank eine Tochtergesellschaft in Uruguay. Eduardo José Escasany 1989 wird Präsident der Bank. Die Banco de Galicia war 1993 die erste lateinamerikanische Bank, die sowohl an den US-amerikanischen als auch an den europäischen Aktienmärkten einstieg, und die erste, die Mittel auf dem US-amerikanischen Kapitalmarkt beschaffte. Im Jahre 1999 hat die Bank hat etwa 300 Filialen und etwa 100 Minifilialen in Postämtern. Grupo Financiero Galicia wird als Holdinggesellschaft der Bank gegründet.
Die argentinische Wirtschaftskrise zwischen 2001 und 2002 führte zum Verlust von fast der Hälfte der Einlagen der Bank und zu ihrer Beinahe-Insolvenz, die auf US-Dollar lautenden Schulden in Höhe von 1,8 Milliarden US-Dollar erforderten die Aufnahme von Krediten zu flexiblen Bedingungen bei der argentinischen Zentralbank. Die Bank erholte sich jedoch im Jahr 2003, als ihre Verluste von 436 Millionen US-Dollar auf 73 Millionen US-Dollar reduziert wurden und blieb in den folgenden Jahren profitabel. Am 2. Januar 2004 wurde eine Kapitalerhöhung durch Ausgabe von 149.000.000 Vorzugsaktien durchgeführt. Dies geschah im Zusammenhang mit der Restrukturierung der Auslandsschulden der Bank.
Die Bank ist nach Einlagen, Vermögenswerten oder Krediten nach wie vor die größte Geschäftsbank des privaten Sektors in Argentinien.